# Bethune (Colorado)
Bethune es un pueblo ubicado en el condado de Kit Carson en el estado estadounidense de Colorado. En el año 2020 tenía una población de 183 habitantes y una densidad poblacional de 436 personas por km².

## Geografía
Bethune se encuentra ubicada en las coordenadas 39°18′16″N 102°25′24″O / 39.30444, -102.42333.

## Demografía
Según la Oficina del Censo en 2000 los ingresos medios por hogar en la localidad eran de $28,958, y los ingresos medios por familia eran $30,833. Los hombres tenían unos ingresos medios de $23,750 frente a los $16,250 para las mujeres. La renta per cápita para la localidad era de $13,994. Alrededor del 27,8% de la población estaba por debajo del umbral de pobreza.